# Leitha

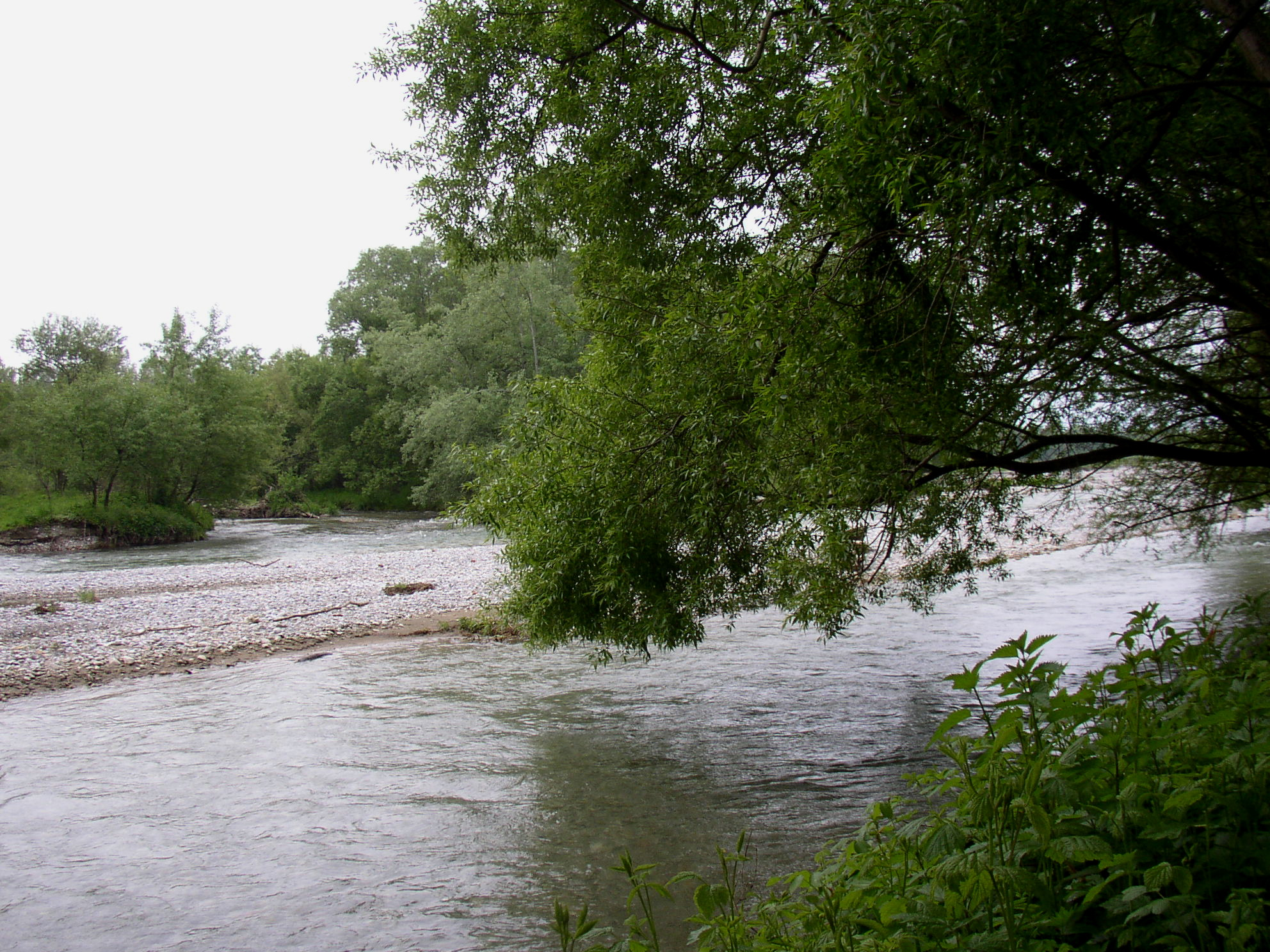
Floderna Schwarza (höger) och Pitten (mitten) bildar Leitha vid Haderswörth i Lanzenkirchens kommun.

Karta över historiska gränser innan och efter Trianonfördraget.

Leitha (ungerska: Lajta) är en 180 km lång flod i Österrike och Ungern. Leitha flyter österut och bildar högerbiflod till Donau. 

## Beskrivning
Floden bildas vid sammanflödet av källfloderna Schwarza och Pitten vid Lanzenkirchen och rinner därifrån genom Wiener Neustadt och Bruck an der Leitha innan den passerar den österrikisk-ungerska gränsen vid Hegyeshalom och förenas med Donaus mindre södra gren vid Mosonmagyaróvár. 
Mellan Leitha och Neusiedlersjön sträcker sig Leithabergen, en utlöpare av Alperna.

## Historisk gränsflod
Under medeltiden kom floden att i flera fredsfördrag att etableras som gräns mellan Hertigdömet Österrike och Kungariket Ungern, med flera mindre regleringar under Habsburgmonarkin. Före 1918 var Leitha inre gräns mellan Österrike och Ungern inom dubbelmonarkin Österrike-Ungern. Området på den österrikiska sidan kallades då Cisleithanien och på den ungerska sidan floden Transleithanien. 
I och med Trianonfördraget 1920 överfördes Burgenland från Ungern till Österrike, varpå Leitha upphörde att utgöra statsgräns. 